# 唐若韞
唐若韞（英語：Yvonne Tong Yeuk Wun，1992年6月21日—），前香港電台記者，畢業於香港大學新聞系，前《明報》和美聯社記者。曾為教育電視eTV《上網問功課》節目擔任助理編導，香港電台英語時事節目《脈搏》及《早辰。早晨》的前主持。

## 事件
2019年初曾製播關於中國新疆再教育營之「In the Prisons that Don't Exist」（在不存在的監獄裏）46分鐘紀錄片，獲得2019年威尼斯電視獎最佳新聞節目提名，並獲得2020年人權新聞獎紀錄片優異獎。
2020年3月28日，唐若韞主持英語節目《脈搏》因應台灣於2019冠狀病毒病疫情期間維持較低染病人數，透過網路視訊採訪世界衛生組織助理總幹事布鲁斯·艾尔沃德。艾爾沃德被問到「世界衛生組織是否會重新考慮臺灣的會籍問題」，他停頓九秒後表示沒聽見，唐若韞表示自己可以重複提問，艾爾沃德則表示不用重複了，直接問下一個問題就好，當唐若韞表示「我想問跟臺灣有關的議題」，此時艾爾沃德疑似切斷視訊。重新接通後唐若韞問到「你是如何評斷臺灣到目前為止在防疫方面上的表現」，艾爾沃德則說「我們已經談論過中國了，如果你看中國各個地區，他們其實都做得相當不錯」。事後布魯斯·艾爾沃德遭到各界抨擊，美國霍士新聞發表評論指布魯斯·艾爾沃德的怪異反應正反映世界衛生組織向中共俯首聽命。
2019年3月16日的《脈搏》，播出唐若韞拍攝的新聞紀錄片《在不存在的監獄裏》，揭露新疆維吾爾人和其他穆斯林被關押在「再教育營」的情況。後來《大公報》多次發文要求港台「速炒」唐若韞，指她揭露中共新疆暴政是「抹黑」。。2021年4月3日，有親共團體上街抗議敦促通訊局及港台管理層，指相關紀錄片的內容是「抹黑」、「播毒」，要求將《脈搏》節目下架，並懲處唐若韞等相關人員。4月12日，唐若韞宣佈辭職，並於一周內離開港台。其個人和《脈搏》節目的Twitter帳戶於同日刪除所有帖文。